# Halecium secundum
Halecium secundum är en nässeldjursart som beskrevs av Jäderholm 1904 . Halecium secundum ingår i släktet Halecium och familjen Haleciidae. Inga underarter finns listade i Catalogue of Life.